# کشتی بخار کلاس بریتانیا
استیم‌شیپ کلاس بریتانیا (به انگلیسی: Britannia-class steamship) یک کلاس از کشتی است که طول آن ۲۰۷ فوت (۶۳ متر) می‌باشد.